# 阿巴西 (臺灣)
阿巴西（直译：「穆罕默德·貝希爾·加迪亞加」，1998年4月27日—）為塞內加爾裔臺灣男子籃球運動員，場上位置為得分后卫或小前鋒，現效力於台灣職業籃球大聯盟新北中信特攻。
阿巴西出生於日本千葉縣，8歲從塞內加爾移居臺灣，就讀丹鳳國小、丹鳳國中、泰山高中、世新大學廣電系，2020年放棄塞內加爾國籍歸化中華民國國籍，2021年在T1聯盟新人選秀會第一輪被新北中信特攻選中，2024年轉戰B1聯賽秋田北部喜悅。

## 早年
阿巴西出生於日本千葉縣，居住在當地三年，3歲時隨家人回到塞內加爾，在塞內加爾時經常踢足球，8歲因父母親工作的關係而從塞內加爾到臺灣定居，但因為中文程度的關係從丹鳳國小一年級讀起，讀完一年級後中文的程度已經有跟上而直接升上四年級。阿巴西就讀國小與丹鳳國中時是踢跆拳道，跆拳道有考上黑帶。
阿巴西從國中三年級開始會跟朋友打籃球鬥牛，高中選擇就讀泰山，進入高中才開始接受正規籃球訓練，但因為球技不夠成熟、升上高三時超齡，就讀高中三年以來不曾踏上高中籃球聯賽舞臺，只有參加一般盃賽。

## 大學生涯
阿巴西大學就讀世新大學廣電系，綽號「黑豹」是籃球隊隊友在大學一年級時取的。世新大學在107學年度大專籃球聯賽公開二級奪冠，108學年度重返公開一級舞臺。
2019年12月3日，阿巴西在對陣健行科技大學的比賽中繳出13分、12籃板雙十表現。2020年3月1日，世新大學確定在108學年度UBA位居第六。
2020年12月7日，阿巴西在對陣國立體育大學的比賽中繳出20分、生涯新高13籃板雙十表現。2021年2月26日，阿巴西在對陣國立體育大學的比賽中投進生涯新高7顆三分球、攻下生涯新高37分，球隊以79比58擊敗對手。2月27日，阿巴西在對陣國立臺灣師範大學的比賽第四節時遭對方球員林仕軒罵黑鬼，裁判當下判決雙方技術犯規。林仕軒在當天以及3月2日比賽結束後，至世新大學休息室向阿巴西致歉。3月21日，世新大學在109學年度UBA冠軍戰中以70比82不敵國立政治大學。阿巴西在109學年度UBA的場均表現為16.6分、6.3籃板、2.8助攻、1.9抄截。
阿巴西投入職籃後向世新大學辦理休學。

## 職業生涯

### 新北中信特攻
2021年6月13日，臺灣媒體報導稱阿巴西以簽約金超過新臺幣500萬元、3+2複數年合約加盟T1聯盟新軍新北中信。阿巴西的經紀團隊否認加盟消息，表示有與新北中信談過，但雙方還在談判階段。8月9日，阿巴西在T1聯盟新人選秀會第一輪被新北中信特攻選中。8月26日，新北中信特攻宣布與阿巴西完成簽約。9月13日，T1聯盟賽務長賈凡表示阿巴西在T1聯盟的身份是認定為本土球員。
2022年1月，阿巴西場均挹注22.9分、7籃板、4助攻、1抄截、0.9阻攻，此表現於2月13日獲選T1聯盟2021-22賽季1月MVP。2月27日，阿巴西在對陣臺南台鋼獵鷹的比賽中全場兩分球23投18中、三分球7投3中、罰球9投7中攻下52分，刷新T1聯盟單場最高得分紀錄。阿巴西新秀賽季場均繳出20.7分、6.5籃板、3.6助攻、1.6抄截的表現獲選T1聯盟2021-22賽季年度最佳新人，以及入選該賽季年度第一隊。
2022年9月，阿巴西在跨聯盟籃球邀請賽獲選大會最佳五人，並以場均26.6分抱走得分王頭銜。11月19日，阿巴西在作客桃園永豐雲豹的比賽中全場39投22中、投進7記三分球，進帳51分。2022年10月至11月，阿巴西場均繳出24.7分、6.3籃板、1.8助攻、0.8抄截的表現，在12月7日獲選T1聯盟2022-23賽季11月MVP。
2023年2月1日，阿巴西入選T1聯盟明星賽Team Beyond先發名單，並以最高票數獲選明星賽人氣王。4月4日，阿巴西成為T1聯盟首位本土球員的得分突破一千大關。職業生涯第二個賽季，阿巴西出賽了28場，場均可挹注19.1分、5.9籃板、2.4助攻、1.4抄截。4月23日，阿巴西獲選2022-23賽季年度人氣球星。5月11日，阿巴西在2022-23賽季蟬聯年度第一隊。6月1日，阿巴西獲選該賽季年度MVP。
2024年3月，阿巴西出賽7場繳出場均20.9分、6.1籃板、4助攻、2抄截的表現，在4月9日獲選T1聯盟2023-24賽季2、3月MVP。2023-24賽季蟬聯年度第一隊，並入選年度防守第一隊。6月11日，新北中信特攻宣布阿巴西行使旅外權利離隊。6月12日，阿巴西蟬聯年度MVP。

### 秋田北部喜悅
2024年6月17日，阿巴西以兩年合約、使用亞洲特別配額（Asian special quota）加盟B1聯賽秋田北部喜悅，成為臺灣首位B1聯賽球員，登錄名使用姓氏「加迪亞加」（Gadiaga）。2025年5月30日，秋田北部喜悅宣布與阿巴西解除合約。

### 回歸新北中信特攻
2025年6月13日，阿巴西回歸台灣職業籃球大聯盟新北中信特攻，合約為3+2年，後2年為雙方選擇權。

## 國家隊生涯
2020年8月13日，阿巴西入選2021年成都世大運中華男籃24人培訓名單，培訓隊教頭劉孟竹表示阿巴西已經擁有中華民國護照，也有望拿到中華民國身分證，因此決定將阿巴西納入培訓名單當中。
2021年5月10日，阿巴西入選2021年亞洲盃資格賽第三階段中華男籃23人培訓名單。5月27日，阿巴西入選2021年亞洲盃資格賽第三階段中華男籃12人正選名單，成為戴維斯之後，中華男籃第二位歸化球員；中華民國籃球協會有向塞內加爾、中非共和國、美國與日本取得阿巴西未曾替前述四個國家出賽的證明文件。6月18日，阿巴西在對上中國男籃一役的單手補扣登上當日國際籃球總會（FIBA）五大好球第一名。阿巴西該階段出賽3場，場均上場11.5分鐘，繳出5分、1.7籃板、1助攻的表現。
2021年6月23日，臺灣媒體報導指中華民國籃球協會有意向國際籃球總會（FIBA）提出申請讓阿巴西未來能以本土球員身份出賽。新北中信特攻協助蒐集提出申請所需的相關資料。2022年5月時中華民國籃球協會已向FIBA提出申請。2023年3月7日，中華民國籃球協會公告阿巴西經FIBA審核通過自2023年度國際賽起能以本土球員身份征戰。
2025年7月31日，阿巴西入選中華男籃參加2025年亞洲盃籃球賽。

## 生涯數據

### T1聯盟
例行賽
| 賽季    | 球隊         | GP | MPG   | 2P%  | 3P%  | FT%  | RPG | APG | SPG | BPG | PPG  |
| ------- | ------------ | -- | ----- | ---- | ---- | ---- | --- | --- | --- | --- | ---- |
| 2021-22 | 新北中信特攻 | 25 | 35:35 | 54.5 | 31.7 | 72.4 | 6.5 | 3.6 | 1.6 | 0.5 | 20.7 |
| 2022-23 | 新北中信特攻 | 30 | 36:12 | 50.1 | 32.1 | 67.1 | 5.7 | 2.4 | 1.4 | 0.7 | 18.9 |
| 2023-24 | 新北中信特攻 | 24 | 39:37 | 46.8 | 33.5 | 75.2 | 5.6 | 4.2 | 2.2 | 0.5 | 22.5 |

季後賽
| 賽季 | 球隊         | GP | MPG   | 2P%  | 3P%  | FT%  | RPG | APG | SPG | BPG | PPG |
| ---- | ------------ | -- | ----- | ---- | ---- | ---- | --- | --- | --- | --- | --- |
| 2022 | 新北中信特攻 | 3  | 18:13 | 44.4 | 44.4 | 66.7 | 4.3 | 2   | 1.3 | 0   | 10  |
| 2023 | 新北中信特攻 | 3  | 29:13 | 45.8 | 25   | 66.7 | 4.7 | 2.3 | 3   | 0   | 18  |
| 2024 | 新北中信特攻 | 4  | 40:04 | 45.6 | 34.3 | 83.3 | 7.3 | 3.3 | 0.5 | 0.5 | 21  |

總冠軍賽
| 賽季 | 球隊         | GP | MPG   | 2P%  | 3P%  | FT% | RPG | APG | SPG | BPG | PPG  |
| ---- | ------------ | -- | ----- | ---- | ---- | --- | --- | --- | --- | --- | ---- |
| 2023 | 新北中信特攻 | 4  | 38:12 | 50.8 | 38.5 | 75  | 7   | 2.5 | 1.5 | 0.3 | 18.8 |

## 個人生活
阿巴西信奉伊斯蘭教。能使用英文、中文、臺語、塞內加爾文。女友為宋佩欣。

### 國籍
2019年11月時阿巴西已經持有中華民國護照，2020年7月時已經握有中華民國居留證。阿巴西從2020年開始辦理歸化中華民國國籍，為此曾到塞內加爾駐日大使館辦理放棄塞內加爾國籍。中華民國身分證在2020年11月印製完成，阿巴西於2020年12月領取，戶籍設於彰化朋友家。

### 家庭
阿巴西的父親是塞內加爾人，為法國與塞內加爾混血，赴臺灣留學，畢業後主要從事汽車零配件貿易工作。阿巴西的母親阿米娜，來自中非共和國，美國加州人，為美國加州黑人與南非混血，從事翻譯工作。阿巴西的雙親在臺灣相識結婚，婚後兩人移居日本。
阿巴西在家中排行老大，共有六個弟弟和一個妹妹，全部八個小孩的中文名都隨母親姓「阿」。二弟阿比伯、三弟阿大法、四弟阿布拉、五弟阿拉丁、六弟阿信，五個弟弟都曾加入籃球校隊。

## 外部連結
- 阿巴西的Instagram帳戶
- 阿巴西的Threads
- 阿巴西在fiba.basketball（英语）
- 阿巴西在B.LEAGUE官網（日语）
- 阿巴西在Eurobasket.com（球員）（英语）
- 阿巴西在Proballers（英语）
- 阿巴西在RealGM（球員）（英语）
- 阿巴西在Flashscore（英语）